# Исчезновение Дуглас С-54 (1950)
Исчезновение Дуглас С-54 — авиационное происшествие, произошедшее 26 января 1950 года, в котором самолёт Douglas C-54 Skymaster с серийным номером 42-72469 с 44 людьми на борту исчез по пути из Аляски в Монтану. Несмотря на проведение одной из крупнейших спасательных операций, предпринятой совместными усилиями канадских и американских вооруженных сил, никаких следов самолёта так и не было обнаружено. Считается, что это одна из самых больших групп американских военнослужащих, когда-либо пропавших без вести.

## Полёт
Самолёт входил в состав Первой эскадрильи стратегической поддержки Стратегического авиационного командования, расположенного на военном аэродроме Биггс, штат Техас. Помимо экипажа из восьми человек, на борту находились 36 пассажиров, в том числе двое гражданских: женщина и её малолетний сын. Ранее была предпринята первая попытка вылета, но из-за неполадок с одним из четырёх двигателей вылет был задержан на несколько часов. Самолёт летел из Анкориджа, штат Аляска, в Грейт-Фолс, штат Монтана. Через два часа после вылета пилот доложил, что самолёт идёт по курсу и только что пролетел над Снагом, Юкон, после чего никаких сообщений не поступало.

## Поиски
Через час после того, как самолёт не прибыл в Монтану в назначенное время, началась поисково-спасательная операция «Майк», названная в честь командира самолёта первого лейтенанта Кайла Л. Макмайкла. В поисках участвовали 85 американских и канадских самолётов, а также 7000 человек личного состава, производивших осмотр 350 000 квадратных миль (910 000 км2) тихоокеанского северо-запада. Поискам способствовал тот факт, что солдаты и техника уже были переброшены на север для предстоящих совместных канадско-американских учений Sweetbriar. В ходе операции поисковиков сбивали с толку множество ложных сообщений о дымовых сигналах, приёме искажённых сообщений и наблюдениях «выживших».
30 января самолёт С-47 с серийным номером 45-1015 ВВС 57-го истребительного авиакрыла, участвовавший в поисках, заглох и разбился в горах Мак-Клинток близ Уайтхорса. Члены его экипажа получили ранения, но обошлось без жертв. Пилот прошёл 13 км до аляскинской трассы и остановил грузовик, чтобы вызвать поддержку оставшимся 5-8 членам экипажа.
2 февраля сообщалось, что два самолёта и две радиостанции в районе Юкона слышали непонятные радиосигналы, но попытки определить положение источника оказались бесплодными. Точно так же местный житель сообщил, что видел большой самолёт над своим домом в Бивер-Лейк в глубине Британской Колумбии, расположенном в 500 милях (800 км) к югу от границы с Юконом — в 250 милях к северо-востоку от Ванкувера и в 200 милях к западу от воздушного маршрута аляскинской трассы.
7 февраля самолёт C-47D, бортовой номер 45-1037, с авиабазы Эйлсон, задействованный в поисках, разбился на горном склоне к югу от озера Эйшихик. На борту находилось десять членов экипажа, но никто из них не погиб.
16 февраля самолёт Королевских канадских ВВС C-47, KJ-936, потерпел крушение недалеко от Снага. Четыре члена экипажа получили лишь лёгкие ранения. Позже обломки данного самолёта были ошибочно приняты за пропавший С-54.
Операция была приостановлена на неопределённый срок 14 февраля, так как поисковые самолёты были необходимы для расследования крушения Convair B-36, который нёс ядерную бомбу Mark 4, хотя эта бомба имела фиктивное свинцовое ядро.

## Последствия
20 февраля 1950 года поиски были официально прекращены, а ближайшим родственникам были разосланы уведомления о том, что пассажиры считаются погибшими.
В 2012 году потомки пропавших без вести военнослужащих обратились с петицией к федеральному правительству через систему петиций «Мы — люди», стремясь возобновить поиск останков членов их семей.
В 2020 году Эндрю Грегг был назначен режиссёром готовящегося документального фильма «Skymaster Down» о поисках самолёта.